# Chris (album)
Pour les articles homonymes, voir Chris.
Albums de Chris
Chaleur humaine
(2014) Redcar les adorables étoiles (prologue)
(2022)
Singles
1. Damn, dis-moi / Girlfriend
Sortie : 17 mai 2018
2. Doesn't Matter (Voleur de soleil) / Doesn't Matter
Sortie : 5 juillet 2018
3. 5 dollars
Sortie : 16 août 2018
4. La Marcheuse
Sortie : 23 août 2018

Chris est le deuxième album studio du chanteur français Rahim Redcar, qui choisit à l'époque le nom de scène Chris, en remplacement du précédent genré au féminin, Christine and the Queens.
Paru le 21 septembre 2018,, l'album est composé de deux disques, l'un en français et l'autre en anglais. Sa sortie est précédée par la promotion de plusieurs singles entre mai et septembre 2018, dont deux disposent de versions francophone et anglophone : Damn, dis-moi (Girlfriend en anglais), Doesn't Matter (Voleur de soleil) (Doesn't Matter en anglais), 5 dols et La Marcheuse.

## Contexte et genèse
Le chanteur fait évoluer son nom de scène : il abandonne "Christine and the Queens", avec lequel il s'est rendu célèbre, pour "Chris", dont il signe ce nouvel album. Il fait circuler sur les réseaux sociaux et son site officiel l'image de son ancien pseudonyme partiellement barré pour ne laisser que "Chris". L'adoption de ce nouveau nom qui n'est généralement pas perçu comme féminin lui permet de cultiver un peu plus son androgynie,. Pour Les Inrocks, il ne s'agit pas d'une posture marketing mais d'« un acte hautement politique » visant à « échapper à la définition » et à « rappeler que l'identité est complexe, multiple, mouvante ».
Fin 2016, le chanteur déclare au sujet de cet opus à venir : « mon premier album marquait le passage à l'âge adulte. Depuis, j'ai évolué et j'ai notamment eu de nouvelles expériences sexuelles. Cela a influencé mon travail d'écriture... Je ne vois pas pourquoi George Michael pourrait chanter I Want Your Sex et moi pas ! ».
Après la sortie du premier single de l'album en 2018, le chanteur fait son retour médiatique. Vogue le trouve « [métamorphosé] », commentant son physique « androgyne », ses cheveux « très courts » et son look « à la garçonne ». Selon Gala, à travers ce deuxième album, l'artiste cherche à « réinventer » son personnage et à « se remettre en question ». Le magazine estime que Chris, « [fier] d'être un symbole et une inspiration pour les femmes ainsi que la communauté LGBT », « continue à faire bouger les lignes et à secouer les esprits ». Ouest-France signale que le changement de look du chanteur concrétise une aspiration déjà présente lors du succès de son premier album Chaleur humaine. En effet, en septembre 2014, Chris déclarait déjà au journal : « J'ai décidé d'être qui je veux, de manière libre et décomplexée, sans choisir le genre, entre fille et garçon, suspendue en zone trouble ». Pour Voici, l'artiste a toujours eu à cœur d'explorer la thématique des « frontières qui règnent entre les différentes identités sexuelles », et cette exploration se fait désormais « à travers l'œil de Chris ». Le chanteur explique notamment : « Chris c'est aussi l'idée d'explorer des fictions masculines en étant une femme. Pour ça, j'étais très [inspiré] par la Madonna des années 1990 : la macho aux seins coniques ».

### Accusations de plagiat
Une semaine après la sortie du clip de Damn, dis-moi, le chanteur fait l'objet d'une accusation de plagiat sur les réseaux sociaux, ayant emprunté trois boucles musicales du logiciel de composition Logic Pro, distribué par la firme américaine Apple, afin de créer l'accompagnement musical du morceau. Légalement, il ne s'agit pas d'un plagiat, car les différents motifs musicaux intégrés dans Damn, dis-moi sont issus de boucles sous licence libre. Néanmoins, plusieurs internautes s'indignent d'un « plagiat »,,. D'après Le Monde, il est possible en quelques clics dans le logiciel de reproduire l'accompagnement musical de la chanson, mais le journal précise que Chris a modifié les boucles et rajouté des instruments. En outre, l'artiste n'a jamais dissimulé son goût pour les possibilités offertes par le numérique. Lui-même affirme dans L'Obs qu'il n'a fait qu'utiliser ce qui était mis à disposition par le logiciel Logic Pro : « Je n'ai pas plagié, j'ai samplé une boucle libre de droits, sur laquelle j'ai ajouté des paroles, la mélodie de chant, les arrangements. C'est une technique de création comme une autre. Démocratiquement, je suis libre de prendre ce que je veux dans Logic Pro. Quand Gainsbourg empruntait des mélodies à Chopin, est-ce que c'était du plagiat ? ». Il ajoute que « 95 % des raps d'aujourd'hui empruntent des chansons connues » et que Rihanna a conçu « au moins trois morceaux » en utilisant ce type de logiciel. Dans 20 Minutes, Chris rappelle enfin que « Damn dis-moi est une récupération malicieuse de ce qui existe partout pour en faire quelque chose d'ultra-personnel ».
Le 20 août, le chanteur est à nouveau accusé de plagiat pour le clip de son titre 5 dols, réalisé par Colin Solal Cardo, qui présente des similarités « troublantes » avec le court-métrage Break Free de Ruby Rose. L'Obs met en exergue un potentiel élément à charge : un tweet datant de 2014, dans lequel un internaute attire l'attention de Chris sur ce court-métrage,,. Des internautes ont tourné en ridicule cette accusation, arguant que beaucoup de clips montraient des femmes qui prennent leur douche et qu'il ne fallait pas y voir un plagiat à chaque fois.

## Caractéristiques de l'album
Dans un communiqué de presse, Chris écrit au sujet du premier single de l'album, Damn, dis-moi : « Voici l'acte de naissance de Chris : plus [ancré], plus [fier], plus drôle, et sacrément horny ([excité]) ». Il explique aussi qu'il s'agit du « résultat explosif d'une macération de références plus agressives, dans lesquelles j'ai trouvé la force pour raconter l'exaspération qui était la mienne : le G-funk et la période Gainsbarre (le suintement sexuel, le mal de vivre) ». En hommage au son G-funk, il a fait participer à ce morceau l'un des pionniers du genre : Dâm-Funk, un artiste issu de la culture hip-hop californienne. Chris affirme que le G-funk fait partie « des grosses inspirations » pour l'ensemble de l'album et annonce que celui-ci sera « plus pêchu, plus funk », qu'il contiendra « plus de testostérone, plus de sueur, plus de rythmes », quoique toujours « dans le minimalisme »,.
L'album se nourrit de nombreuses autres références, pointées par un article de presse de RTL : Michael Jackson dans sa « période Dangerous », Eminem « pour le côté amuseur public », Janet Jackson « dans la production » et la Madonna des années 1990 « pour ce qu'elle avait de puissant ». Pour Les Inrocks, l'album « s'inscrit dans une belle tradition jacksonienne ».
Aux yeux de Chris, ce deuxième album ne marque pas une rupture nette avec le premier : il s'agit plutôt d'une réinvention,, d'une évolution. Il explique : « J'adore les grands gestes qui sont ceux de grandes discographies, où chaque album est une remise en question de son travail et répond à l'autre. Les David Bowie, Kanye West, Madonna se réinventent et en même temps restent les mêmes personnages ». Ainsi, avec son premier album, il souhaitait d'abord se démarquer de l'image de la jeune fille ; cette fois, il a senti sur scène qu'il devenait « une femme athlète, une femme patronne, une femme puissante », et, selon lui, être une « femme puissante », c'est aussi « tordre l'idée » de ce qu'est une femme. Pour RTL, « ce nouvel opus se veut comme une suite, une démonstration de ce que peut devenir la femme d'après dans une société plus égalitaire ou le patriarcat est enfin dégonflé ».
D'après le chanteur, Damn, dis-moi parle de « frustration amoureuse et sexuelle » et « des rôles étriqués que la société continue de donner aux garçons comme aux filles ». Il ajoute que lui-même « ne [s'y] retrouve absolument pas ».

## Accueil

### Accueil critique
Sur Metacritic, Chris reçoit un score de 90 sur 100 à partir de 22 critiques, ce qui en fait un album « universellement acclamé ».
Pour Emmanuel Marolle, du Parisien, Chris est « un album aussi puissant que touchant », composé comme un « journal intime ». Cependant, pour Julien Goncalves, de Charts in France, Christine and the Queens tombe dans « sa propre caricature » sur la fin de l'album, avec « des textes trop énigmatiques, voire incompréhensibles » ou « hermétiques ». Il relève que « Christine and the Queens n'est pas toujours aussi [inspiré] ». Louis Guichard, de Télérama, souligne également des « textes que l'artiste aime tant crypter, pour mieux les faire sonner ». Le critique note que le « [héros] sensible et lointaine de Chaleur humaine » s'est transformé sur ce deuxième album en « une canaille androgyne mais sexuelle ».

### Accueil commercial
En France, l'album se hisse à la 1re place du top des ventes avec 16 500 exemplaires vendus dans la semaine suivant sa sortie. La deuxième semaine, l'opus descend à la 6e place du classement.
Selon Official Charts, l'album entre numéro 1 de l'Official Albums Chart au Royaume-Uni, un classement prenant en compte les ventes des 3 premiers jours de la semaine. Lors de sa première semaine, l'opus y atteint la 3e place du top albums fusionné (ventes physiques et téléchargements), avec 15 271 exemplaires vendus, avant d'arriver en tête du classement,.
En Belgique, l'album entre à la 1re place en Wallonie et à la 5e en Flandre. À noter que le précédent album de l'artiste avait atteint les mêmes positions en 2015,.
L'opus atteint la 32e place aux Pays-Bas.
Il atteint la 36e place en Allemagne. C'est la première fois que le chanteur y classe un disque.
Aux États-Unis, l'album entre à la 1re position du top Heatseekers Albums, avec 2 222 exemplaires vendus en première semaine.
Début 2019, l'album dépasse les 153 000 exemplaires vendus à travers le monde, dont 76 800 en France, 49 500 au Royaume-Uni et plus de 3 000 aux États-Unis. Selon le rapport 2019 du Bureau Export, structure accompagnant les artistes français qui souhaitent exister à l'étranger, l'opus a été vendu en 178 554 unités hors de la France.
Le disque reçoit une certification platine.

## Liste de titres
Il s'agit d'un double album : un disque est en français, l'autre en anglais.
Dans la version anglaise, Bruce est dans le brouillard et Le G sont remplacés par Feel so good.
| 1.  | Comme si on s'aimait              | 3:52 |
| 2.  | Damn, dis-moi                     | 3:21 |
| 3.  | La marcheuse                      | 4:16 |
| 4.  | Doesn't matter (voleur de soleil) | 4:19 |
| 5.  | 5 dols                            | 3:28 |
| 6.  | Goya ! Soda !                     | 5:24 |
| 7.  | Follarse                          | 3:36 |
| 8.  | Machin-chose                      | 5:03 |
| 9.  | Bruce est dans le brouillard      | 3:38 |
| 10. | Le G                              | 3:55 |
| 11. | Les yeux mouillés                 | 3:20 |
| 12. | L'étranger (voleur d'eau)         | 4:02 |

| 1.  | Comme si                    | 3:52 |
| 2.  | Girlfriend                  | 3:21 |
| 3.  | The walker                  | 4:16 |
| 4.  | Doesn't matter              | 4:19 |
| 5.  | 5 dollars                   | 3:28 |
| 6.  | Goya Soda                   | 5:24 |
| 7.  | Damn (what must a woman do) | 3:36 |
| 8.  | What's-her-face             | 5:03 |
| 9.  | Feel so good                | 3:45 |
| 10. | Make some sense             | 3:20 |
| 11. | The stranger                | 4:02 |

## Classements et certifications

### Classements
| Classement (2018)                      | Meilleure position |
| -------------------------------------- | ------------------ |
| Allemagne (Media Control AG)           | 36                 |
| Australie (ARIA Digital Albums Chart)  | 17                 |
| Autriche (Ö3 Austria Top 40)           | 38                 |
| Belgique (Flandre Ultratop)            | 5                  |
| Belgique (Wallonie Ultratop)           | 1                  |
| Canada (Canadian Albums)               | 74                 |
| Écosse (OCC)                           | 2                  |
| Espagne (Promusicae)                   | 55                 |
| France (SNEP)                          | 2                  |
| France (SNEP Ventes)                   | 1                  |
| France (SNEP Physique)                 | 1                  |
| France (SNEP Téléchargement)           | 1                  |
| États-Unis (Top Album Sales)           | 55                 |
| États-Unis (Heatseekers Albums)        | 1                  |
| Irlande (IRMA)                         | 12                 |
| Irlande - Independent Albums (IRMA)    | 2                  |
| Pays-Bas (Mega Album Top 100)          | 32                 |
| Royaume-Uni (UK Albums Chart)          | 3                  |
| Royaume-Uni (Independent Albums Chart) | 1                  |
| Royaume-Uni (Sales Albums Chart)       | 1                  |
| Royaume-Uni (Physical Albums Chart)    | 1                  |
| Royaume-Uni (Update Albums Chart)      | 1                  |
| Royaume-Uni (Downloads Albums Chart)   | 1                  |
| Royaume-Uni (Streaming Albums Chart)   | 28                 |
| Suisse (Schweizer Hitparade)           | 5                  |
| Suisse (Schweizer Hitparade Romandie)  | 1                  |

### Certifications
| Pays        | Organisme     | Certification | Seuil          | Unités atteintes |
| ----------- | ------------- | ------------- | -------------- | ---------------- |
| France      | SNEP          | Platine       | 100 000 unités | 100 000          |
| France      | Bureau Export | Platine       | 100 000 unités | 178 554          |
| Royaume-Uni | BPI           | Argent        | 60 000 unités  | 60 000           |